# بورترية امرأة مجهولة (لوحة)
بُورتَريةَ امرأةَ مَجهُولةَ (الروسية: Неизвестная) لوحة زيتية بريشة الرسام الروسي إيفان كرامسكوي، رُسمت عام 1883. يصور العمل امرأة جالسة في عربة يجرها حصان. تعتبر من أشهر اللوحات الروسية. نموذج أللوحة غير معروف وأصبحت موضوع جدل لأن الخبراء اعتقدوا أنها تمثل عاهرة. تشير تفسيرات أخرى إلى أن كرامسكوي استوحى النموذج من بطلة رواية ليو تولستوي، آنا كارنينا. اللوحة الآن محفوظة في مجموعة معرض تريتياكوف في موسكو. 

## الوصف
«بورترية امرأة مجهولة» تعتبر أحد أشهر أعمال إيفان كرامسكوي. على المستوى التصويري، ينجح الرسام في رسم صورة هناك تحدها حدود فن البورتريه. وصف بنيامين سكوت العمل بأنه «رائع بشكل خاص، ورُسم بكثافة وتميز بالهدوء. لقد سعى كرامسكوي إلى إضفاء اللمعان عليه من خلال إتقانه التصويري الاستثنائي».
تمثل اللوحة امرأة شابة جالسة في عربة مكشوفة يجرها حصان في شارع نيفسكي بروسبكت، أمام أجنحة قصر أنيشكوف إلى يمينها، خلفها، يمكنك رؤية مسرح ألكسندرا. ترتدي ملابس أنيقة. نظرته متسلطة وسرية وحزينة بعض الشيء. «ملابسها، قبعة الفرنسيسك، مزينة بريش أنيق وخفيف، قفازات سويدية، مخيط من أجود أنواع الجلد، معطفها، مزين بفرو السمور وشرائط الساتان الزرقاء، الكشكشة، السوار الذهبي، كل هذه العناصر تعتبر عصرية في زي ثمانينيات القرن التاسع عشر، وتعتبر أناقة باهظة الثمن». 
تتناقض الدقة التي يرسم بها إيفان كرامسكوي الوجه والملابس وتفاصيل العربة مع معالجة الخلفية.  مشهد المدينة ضبابي مدفون في جو قاتم ليوم الشتاء.
باختيار اسم اللوحة، أعطاها الرسام هالة من السرية.  حافظ على الغموض برفض تحديد نموذجه وموضوع اللوحة. كما أن الوضع الاجتماعي لشخصيته متناقض: «رفاهية ملابسه ليست علامة على الانتماء إلى المجتمع الروسي الراقي، بل على العكس من ذلك، فإن القانونه غير المكتوب للمجتمع الروسي الراقي يستبعد اتباع الموضة عن كثب».

## النموذج
هوية النموذج لا تزال لغزا حتى الآن. لا يعطي إيفان كرامسكوي أي إشارة إلى هويتها، لا في رسائله ولا في يومياته.
إحدى الفرضيات هي أنها ماريا بافلوفنا، زوجة الرسام نيكولاي ياروشينكو، أو ابنة أخته.  كما قيل، دون تأكيد، أن نموذج اللوحة كان فتاة فلاحية شابة من كورسك، أسمها ماتريونا سافيشنا، متزوجة من نبيل، لا يُعرف اسمه الحقيقي. يقال إن كرامسكوي قابلها في سانت بطرسبرغ وفازت به بجمالها. 
تشير الخبيرة الفنية تاتيانا كارلوفا إلى أن كرامسكوي كان قادرًا على تصوير ورسم نساء من الطبقة الراقي لكنه لم يفعل. لأن الرسام لم يرغب في صنع بورترية عادية. والسبب الثاني هو أن العنوان الذي اختاره يتوافق مع جوهر أفكاره الخاصة من حيث الغموض.

## جدل حول عِفَّة نموذج أللوحة

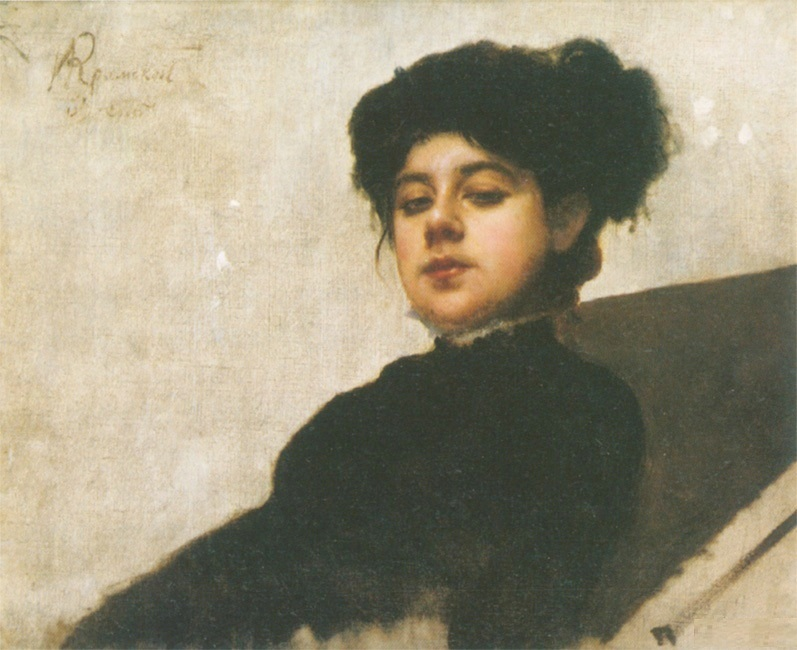
دراسة للوحة بورترية امرأة مجهولة (1883). متحف كونستهالي كيل.

أحدثت اللوحة ضجة كبيرة عند تقديمها، بسبب الجدل حول موضوعها المزعوم أكثر منه لأسباب جمالية. يرى بعض النقاد اللوحة على انها بورترية ممتازة والبعض الأخر يعتبرها مجرد تصوير لعاهرة. يصف فلاديمير ستاسوف اللوحة بأنها "فتاة مدللة في عربة"، بينما يتحدث بافيل كوفاليفسكي عن "امرأة ذات جمال مثير، كلها في المخمل والفراء، تلقي نظرة حسية عليك من عربة فاخرة، ورائحة المدن الكبيرة التي تسمح للنساء الحقيرات أن يلبسن الثياب الفاخرة والتي شُريت بثمن عفتهن”.
كان كرامسكوي آنذاك في أوج حياته المهنية وعمل مع أشهر العملاء، ورسم صور القيصر ألكسندر الثالث وزوجته ماريا فيودوروفنا؛ كما أنه لا يزال شخصية مستقلة ومتمردة: فقد طُرد من الأكاديمية الإمبراطورية الروسية، وهو أحد مؤسسي وقادة حركة الهائمون. لا يسلم ولا يزيل الغموض في أعماله، قال البعض عن لوحته «لا نعرف من هي هذه المرأة. هل هي لائقه أم تبيع الهوى؟. ولكن فيها توجد حقبة فنية كاملة».
رفض معرض تريتياكوف شراء اللوحة في بادئ الأمر. لن يقوم معرض تريتياكوف بشرائها إلا بعد وفات كرامسكوي عام 1925. إن سمعة العمل السيئة لا تتأثر وتنمو بسرعة، جزئيًا باهتمام الرسامين الروس من الجيل القادم بجمال الخطيئة.

## الأستيعاب لآنا كارنين

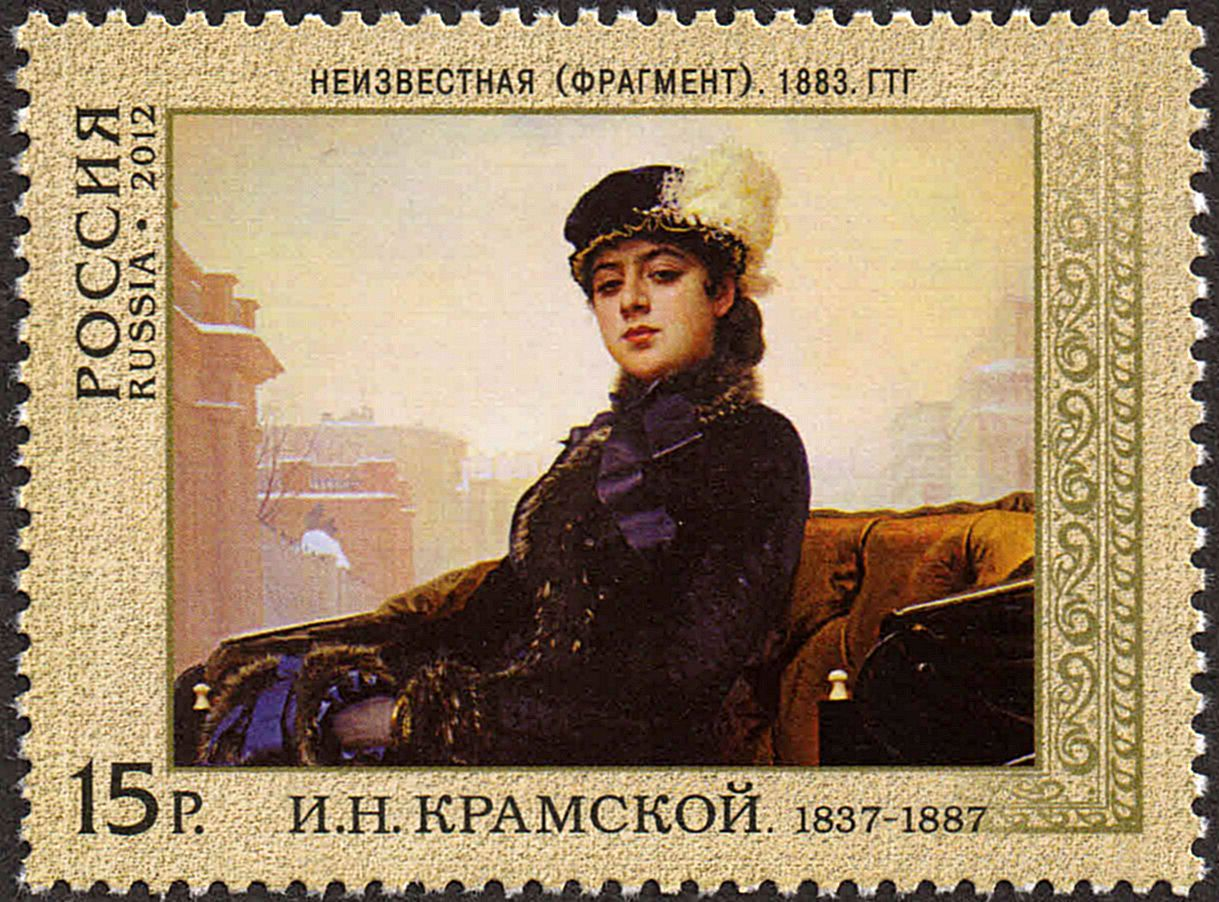
طابع بريدي روسي أصدر عام 2012 أحتفالاً بالذكرى 175 لميلاد إيفان كرامسكوي.

أعتقد النقاد السابقون، ومؤخراً الناقدان فريدريك أندرسن  ورولف شنايدر، بالأعتماد على أساس صداقة إيفان كرامسكوي مع ليو تولستوي، أن نوذج أللوحة مستوحاة من بطلة رواية آنا كارنينا.

يستشهد شنايدر على وجه الخصوص بالفقرة التالية من الرواية،  عندما رأى فرونسكي آنا للمرة الأولى :
التفت لا إراديًا للنظر إليها مرة أخرى، ليس بسبب جمالها أو رشاقتها أو أناقتها، ولكن لأن التعبير على وجهها الودود جعله ناعمًا ومداعبًا. وجدت الرأس وهو ينظر إليها. قرأت عيناها الرماديتان، اللتان تجعلهما رموشها الكثيفة تبدو داكنة، لإلقاء نظرة ودية وخيرة، والتزمت بذلك... مهما كانت هذه النظرة سريعة، كان كافياً لروونسكي أن يلاحظ في علم الفراسة هذه الحيوية المتضمنة، اخترقت في نصف ابتسامة بشفتين نَضرتين، وفي تعبير حيوي عن عينيها. كان هناك شيء مثل فيض من الشباب والبهجة في شخصها، والذي كانت تود إخفاءه. لكن دون أن تدرك ذلك، ظهرت ومضة عينيه المحجبة في ابتسامتها. "
على أي حال، كانت اللوحة بمثابة غلاف لإصدارات مختلفة من رواية آنا كارنينا. في عام 2008 ، قالت فاليري هيلينجز، أمينة متحف غوغنهايم، "يعتقد الكثير من الناس أنها تشبه آنا كارنينا إلى حد ما. لها تلك اللمسة الخاصة، تلك الخصوصية الروسية ”. 